# Kościół Podwyższenia Krzyża Świętego we Włodarce
Kościół Podwyższenia Krzyża Świętego we Włodarce – katolicki kościół filialny zlokalizowany we wsi Włodarka w gminie Trzebiatów, w powiecie gryfickim (województwo zachodniopomorskie). Jest filią parafii Macierzyństwa Najświętszej Maryi Panny w Trzebiatowie.

## Historia i architektura
Kościół wzniesiony został w 1891 roku. Jest to budowla neogotycka, murowana z cegły, sytuowana na rzucie prostokąta. Posiada wyodrębnione, prostokątne prezbiterium. Nawa kryta jest dachem dwuspadowym. Od zachodu do kościoła przylega trzykondygnacyjna wieża na planie kwadratu, nakryta spiczastym, ośmiobocznym hełmem. W oknach kościoła wstawione są witraże. We wnętrzu zachowały się elementy oryginalnego, neogotyckiego wyposażenia: ambona, ołtarz i rzeźbiona w drewnie empora chórowa z prospektem organowym.
Po II wojnie światowej kościół został konsekrowany jako świątynia katolicka w dniu 28 października 1946 roku przez ks. Tadeusza Długopolskiego TChr.